# Тибау-ду-Сул
Тибау-ду-Сул (порт. Tibau do Sul) — муниципалитет в Бразилии, входит в штат Риу-Гранди-ду-Норти. Составная часть мезорегиона Восток штата Риу-Гранди-ду-Норти. Входит в экономико-статистический микрорегион Литорал-Сул. Население составляет 9068 человек на 2006 год. Занимает площадь 101,793 км². Плотность населения — 89,1 чел./км².

## Статистика
- Валовой внутренний продукт на 2003 год составляет 28 969 430,00 реалов (данные: Бразильский институт географии и статистики).
- Валовой внутренний продукт на душу населения на 2003 год составляет 3423,07 реалов (данные: Бразильский институт географии и статистики).
- Индекс развития человеческого потенциала на 2000 год составляет 0,655 (данные: Программа развития ООН).